# Zamek Coch
Zamek Coch (wal. Castell Coch – czerwony zamek) – zamek znajdujący się w walijskiej miejscowości Tongwynlais, na przedmieściach Cardiff.

## Historia
Zamek powstał prawdopodobnie po 1081, podczas najazdów Normanów na Walię. Był jedną z ośmiu warowni wzniesionych w celu obrony Cardiff i kontrolowania trasy wzdłuż rzeki Taff. Był on okrągłą rezydencją typu motte, o średnicy 35 i wysokości 25 metrów. Z powodu przesunięcia granic po 1093 zamek został opuszczony. 
W 1267 obiekt został przejęty przez Gilberta de Clare'a. Do 1277 wzmocnił mury, wybudował dwie baszty i most obrotowy. Po śmierci Gilberta przeszedł on w ręce jego żony, Joanny. W tym czasie znano go pod łacińską nazwą Castrum Rubeum. Od 1307 zamkiem panował syn Joanny i Gilberta, również o imieniu Gilbert. Zginął on w 1314 w bitwie pod Bannockburn. Jego śmierć doprowadziła do powstania miejscowej ludności, która w 1314 zniszczyła rezydencję.
W 1760 ruiny zamku zostały zakupione przez 3. hrabiego Bute, Johna Stuarta. W 1850 George Thomas Clark zbadał ruiny warowni, napisał na jej temat pracę naukową i doradził, by poddać budynek konserwacji. W 1871 ruiny oczyszczono z obrastających je roślin na zlecenie Johna Crichtona-Stuarta. W 1875 rozpoczęto odbudowę zamku na podstawie planów Williama Burgesa. Większość prac zewnętrznych ukończono w 1879. Po śmierci Burgesa w 1881 kierownictwo nad budową przejął jego szwagier, Richard Pullan, który z kolei zlecił kierowanie pracami Williamowi Frame'owi. W 1891 ukończono pracę we wnętrzach. W tym samym roku usunięto oratorium na jednej z baszt. Po śmierci hrabiego w 1900 zamek przeszedł w ręce jego żony i córki. Od 1873 obszar o powierzchni 3 akrów okalający rezydencję służył jako winnica. Produkcję wina zatrzymano w 1914 z powodu problemów z dostawami cukru, a w 1920 winorośle wycięto.
W 1950 rodzina przekazała zamek Ministerstwu Prac Publicznych. Resort oddał znajdujące się w warowni obrazy rodziny Cochów do National Museum Cardiff. Od 1984 obiekt jest administrowany przez walijską agendę rządową, Cadw.

## Architektura
Zamek reprezentuje styl neogotycki. Charakterystycznymi elementami budynku są trzy wysokie baszty, podwyższone przez Williama Burgesa w II połowie XIX wieku, zwieńczone wiatrowskazami.

### Wnętrze
Główną salą zamku jest sala bankietowa, ukończona jeszcze za życia Williama Burgesa. Zarówno meble jak i ozdoby na ścianach reprezentują styl neogotycki. Sypialnię lorda Crichtona-Stuarta zdobi miedziane łóżko oraz rzeźby zwierząt. Sypialnię hrabiny Bute ukończono dopiero 10 lat po śmierci Burgesa, lecz została ona wykonana według jego projektu. Wystrój sypialni nawiązuje do architektury mauretańskiej. Łóżko znajduje się pośrodku komnaty. Nad kuchnią znajduje się dawna sypialnia córki Crichtona-Stuarta, Margaret. Oryginalnie z tego pomieszczenia widać było więźbę dachu, lecz z czasem zmodyfikowano projekt i na strychu ulokowano mieszkanie niani.

## Galeria

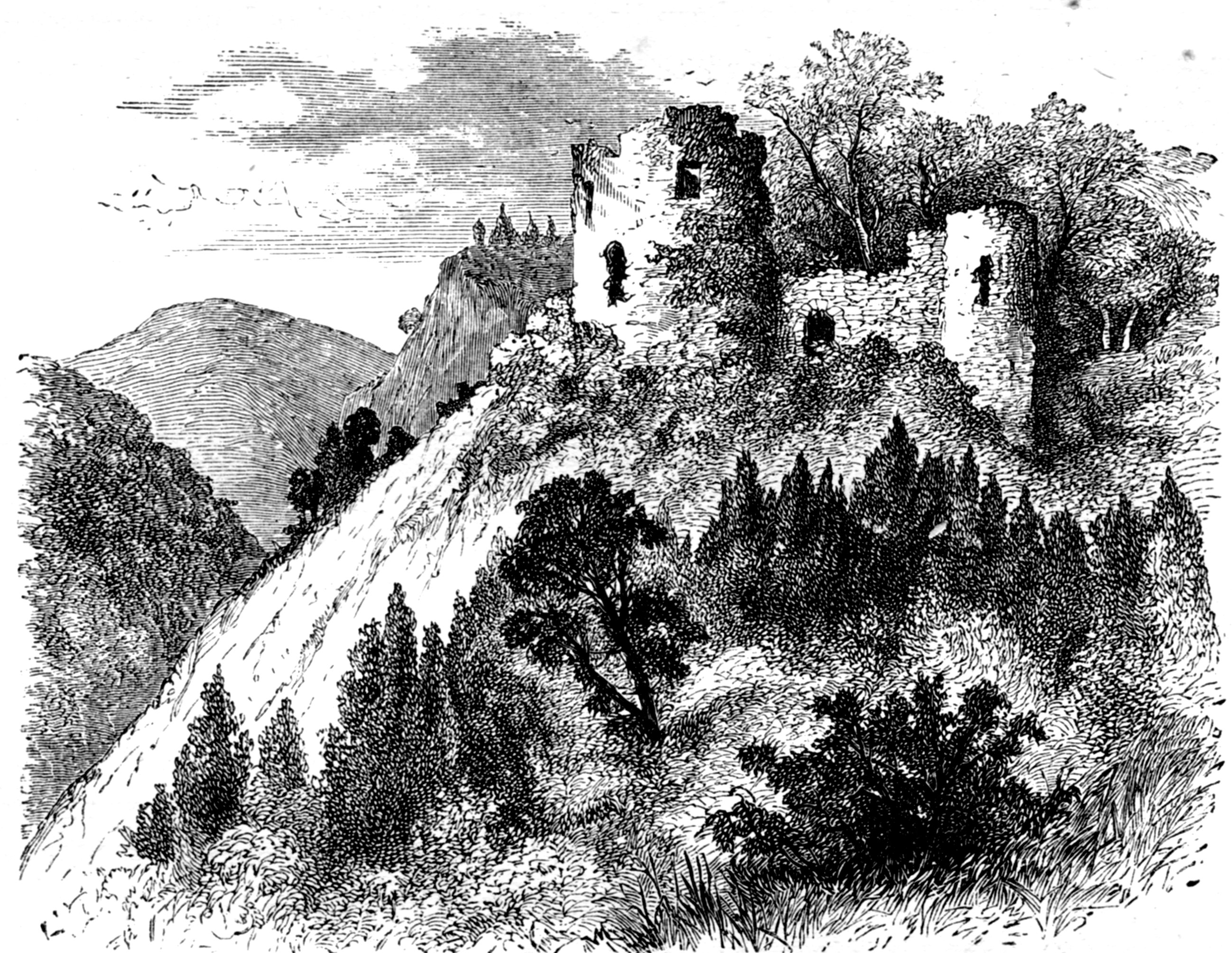
Ruiny zamku w 1874
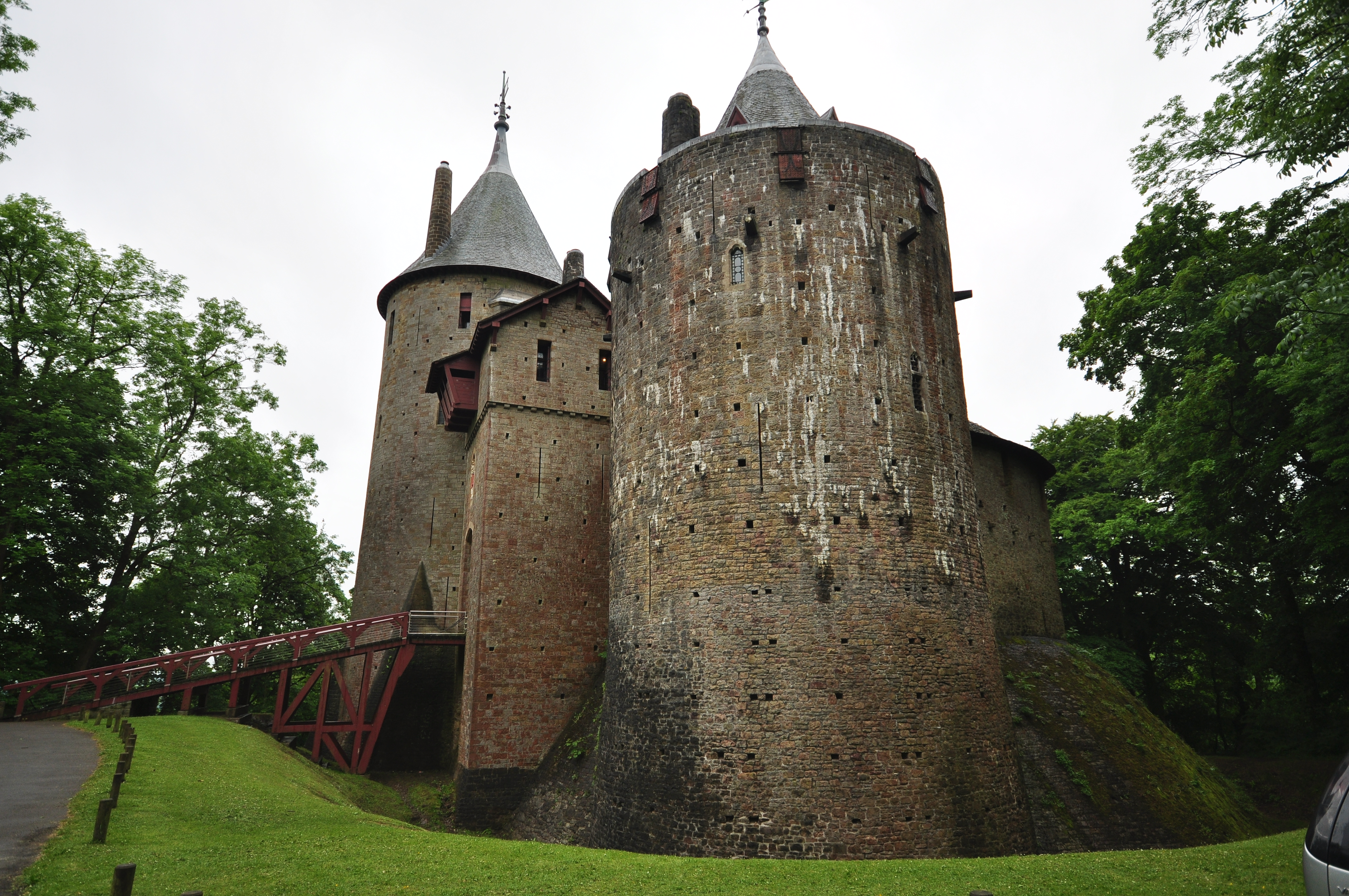
Widok z północy
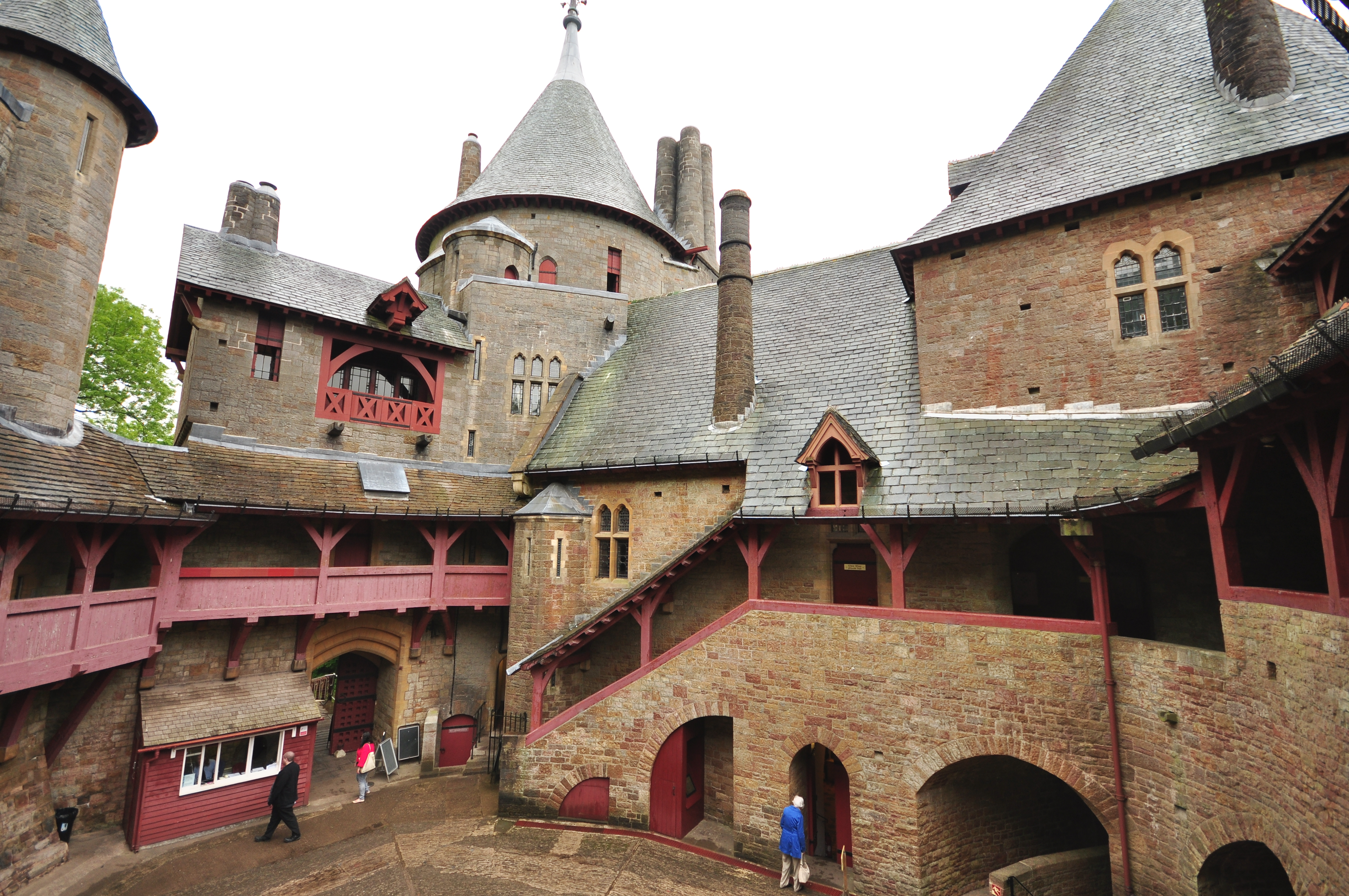
Widok z dziedzińca na zamek
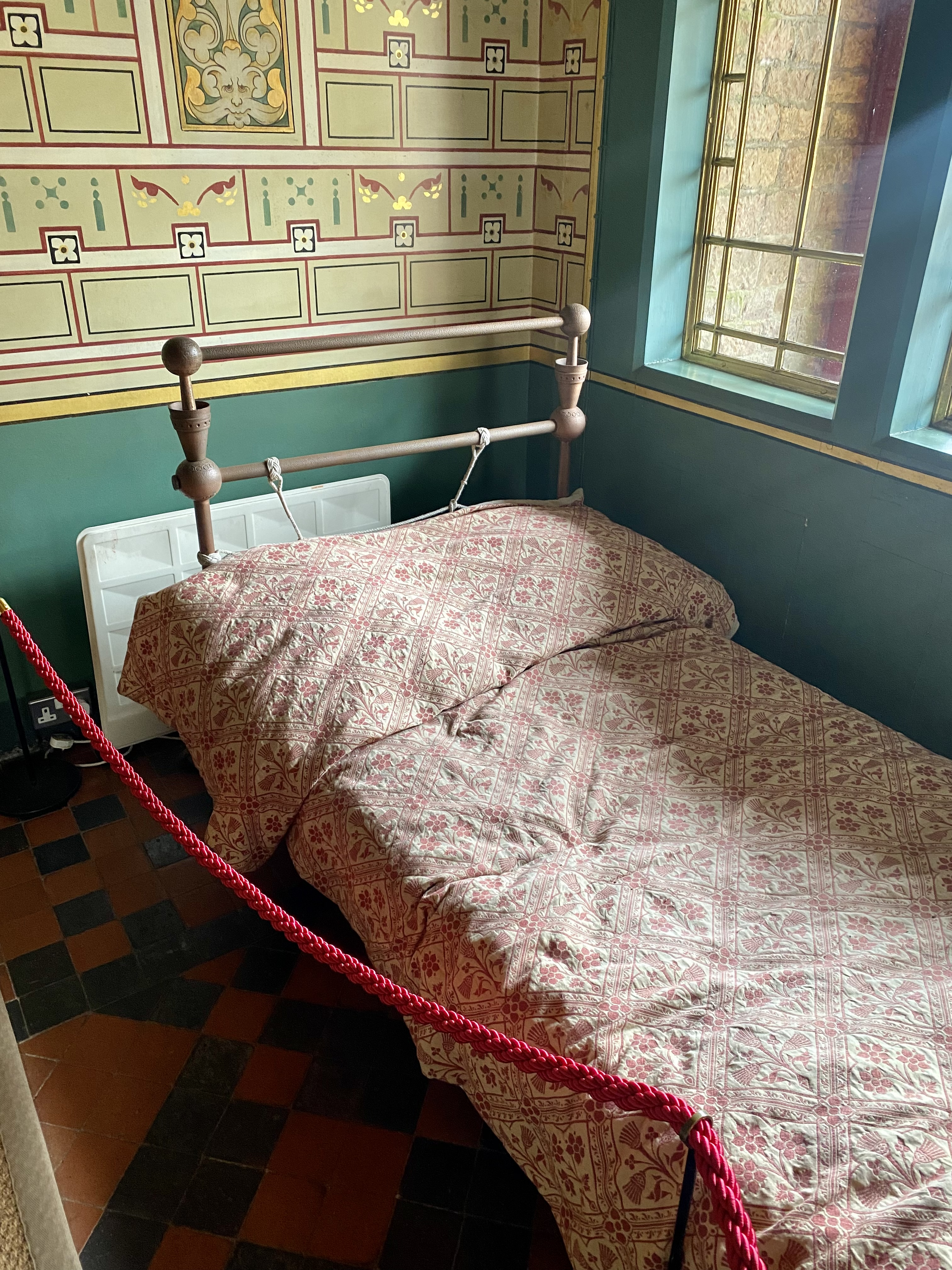
Łóżko lorda Bute
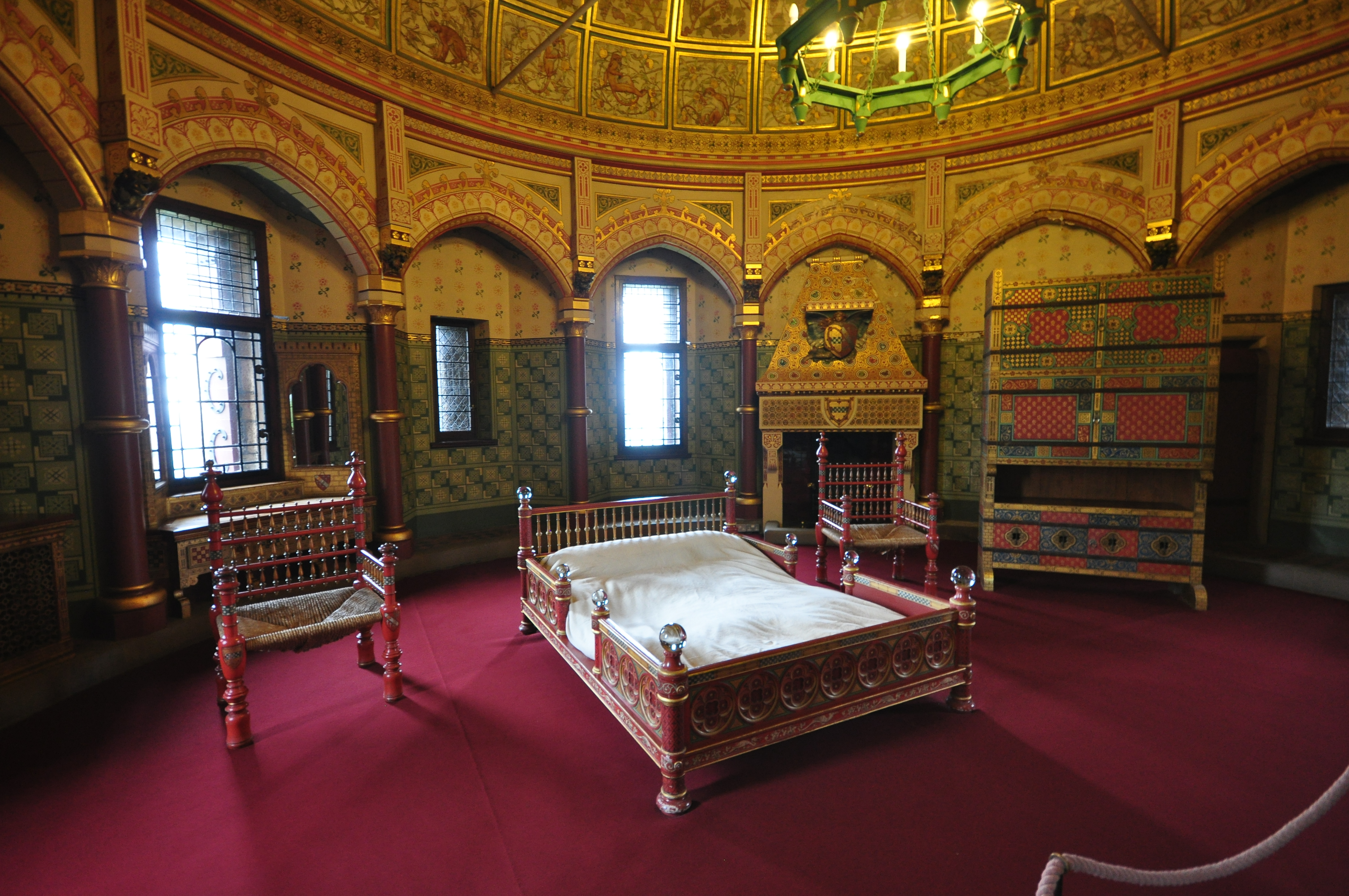
Sypialnia hrabiny
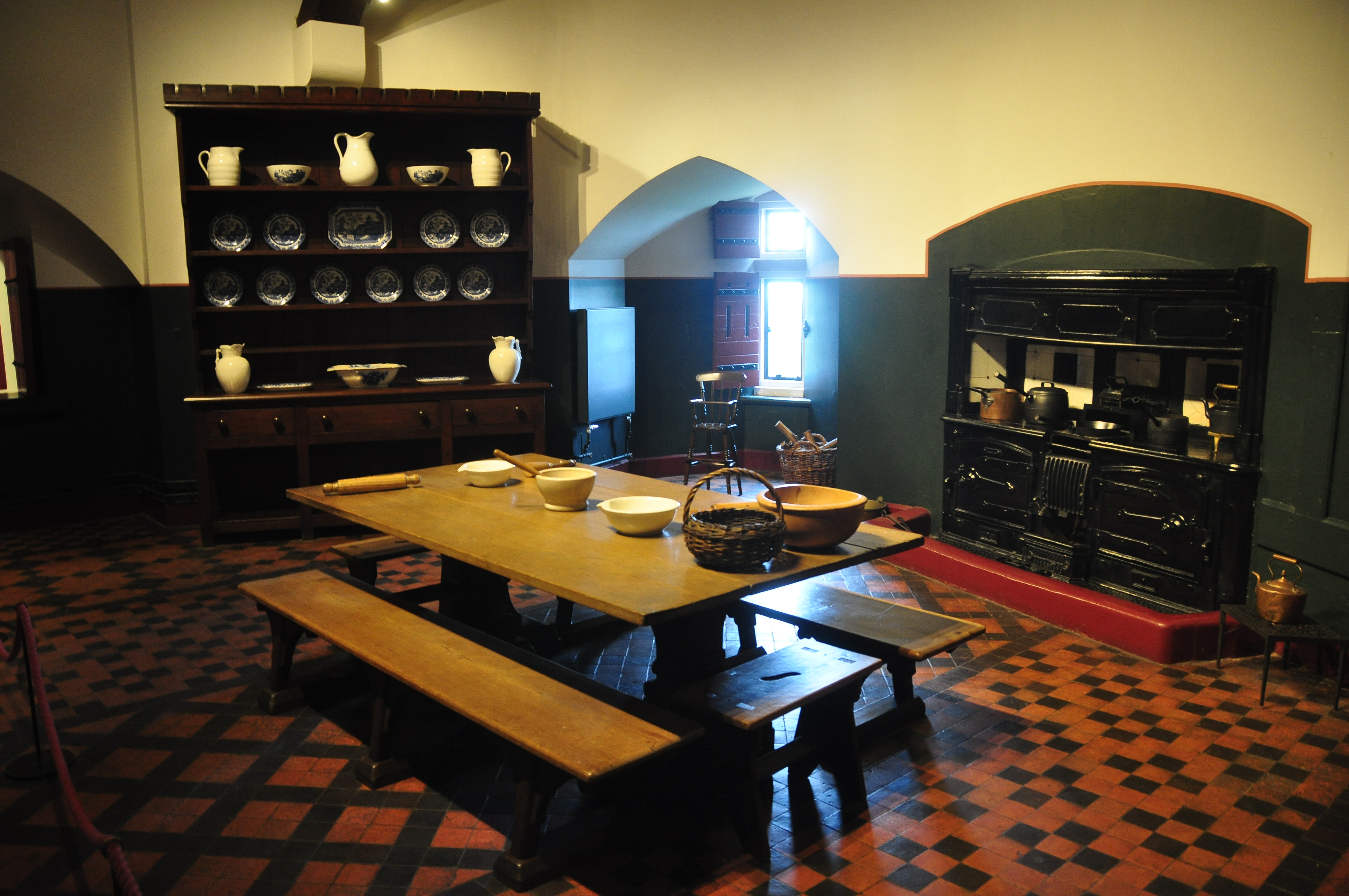
Kuchnia
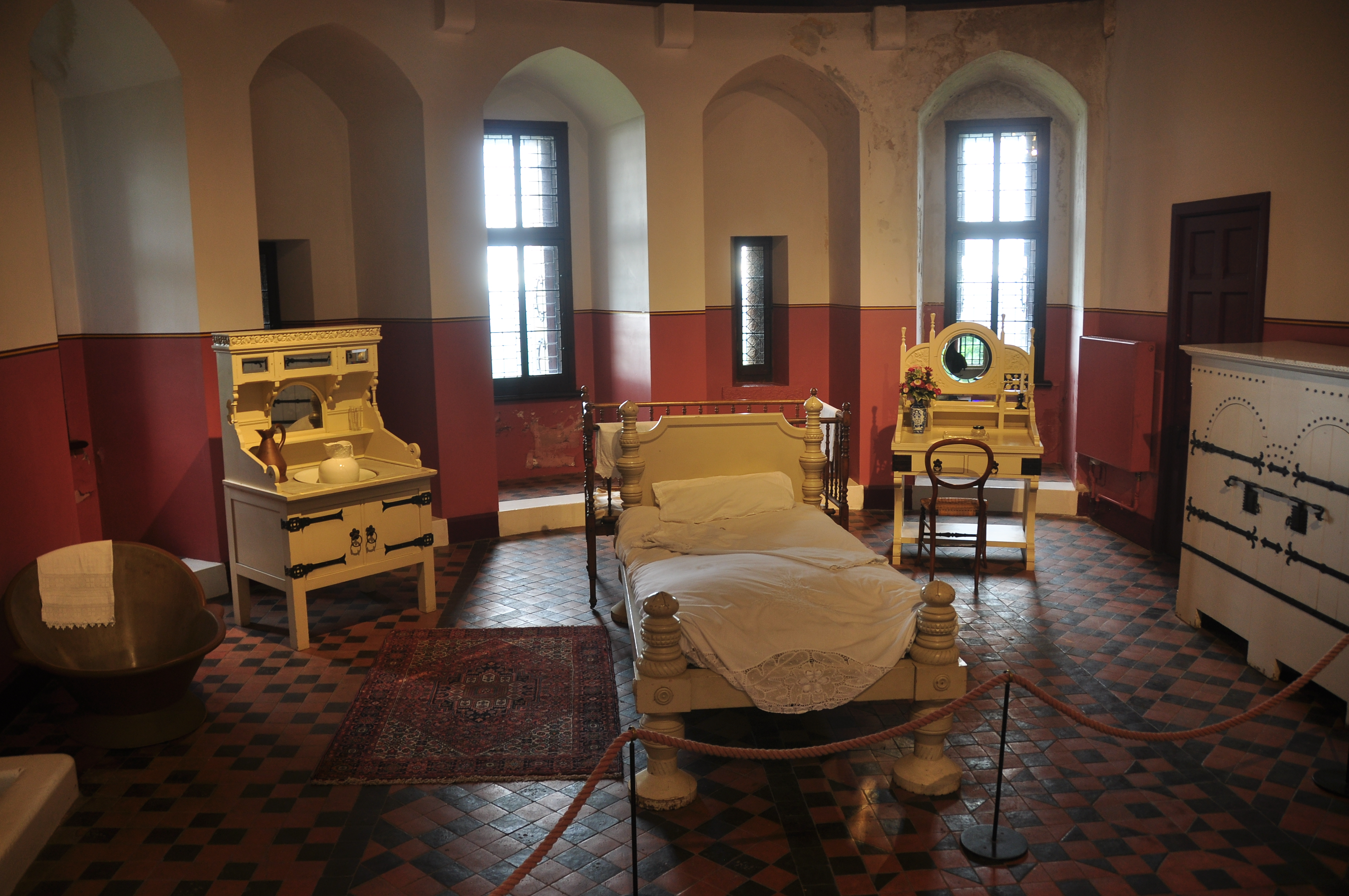
Sypialnia lady Margaret
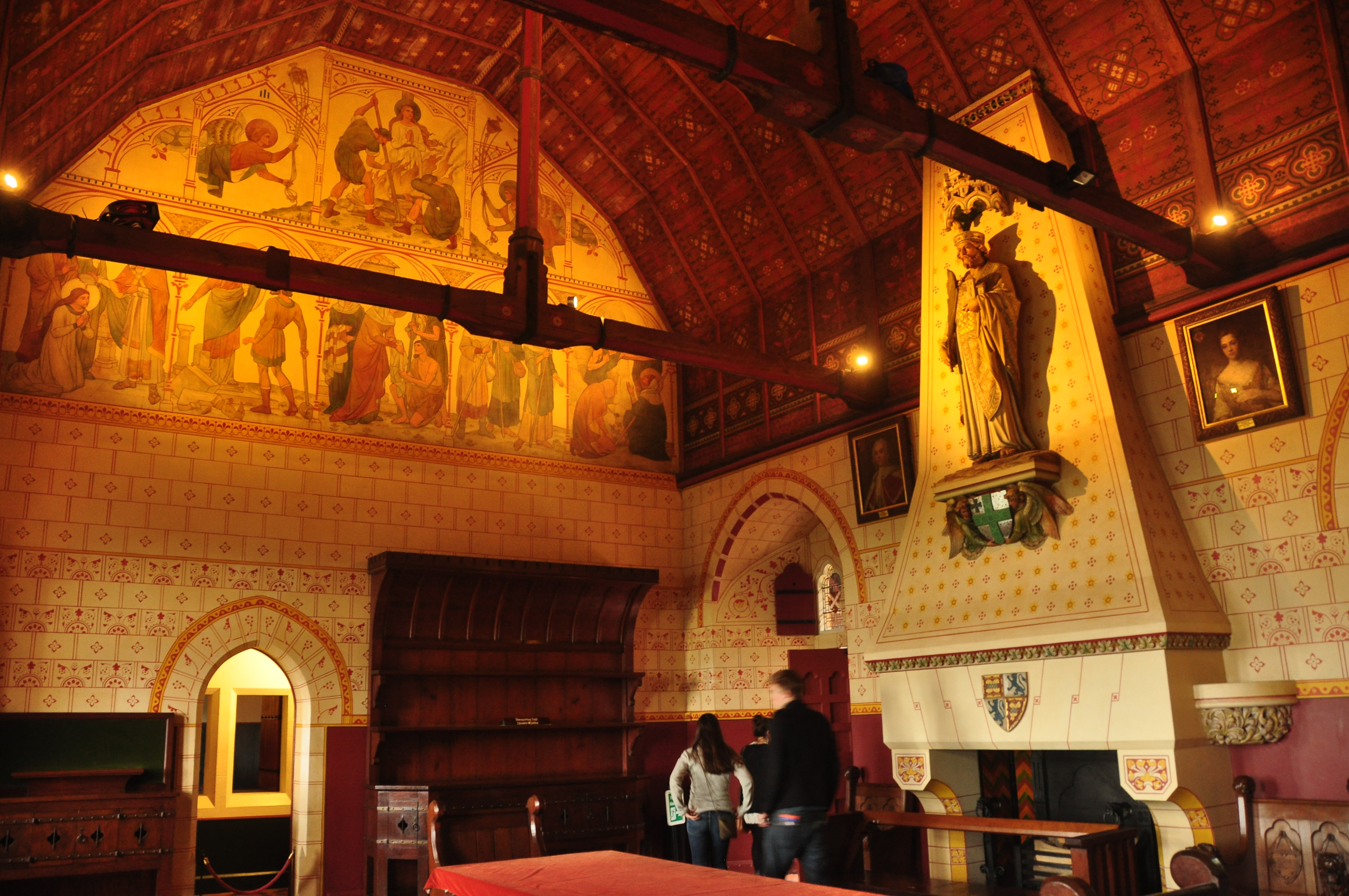
Sala bankietowa
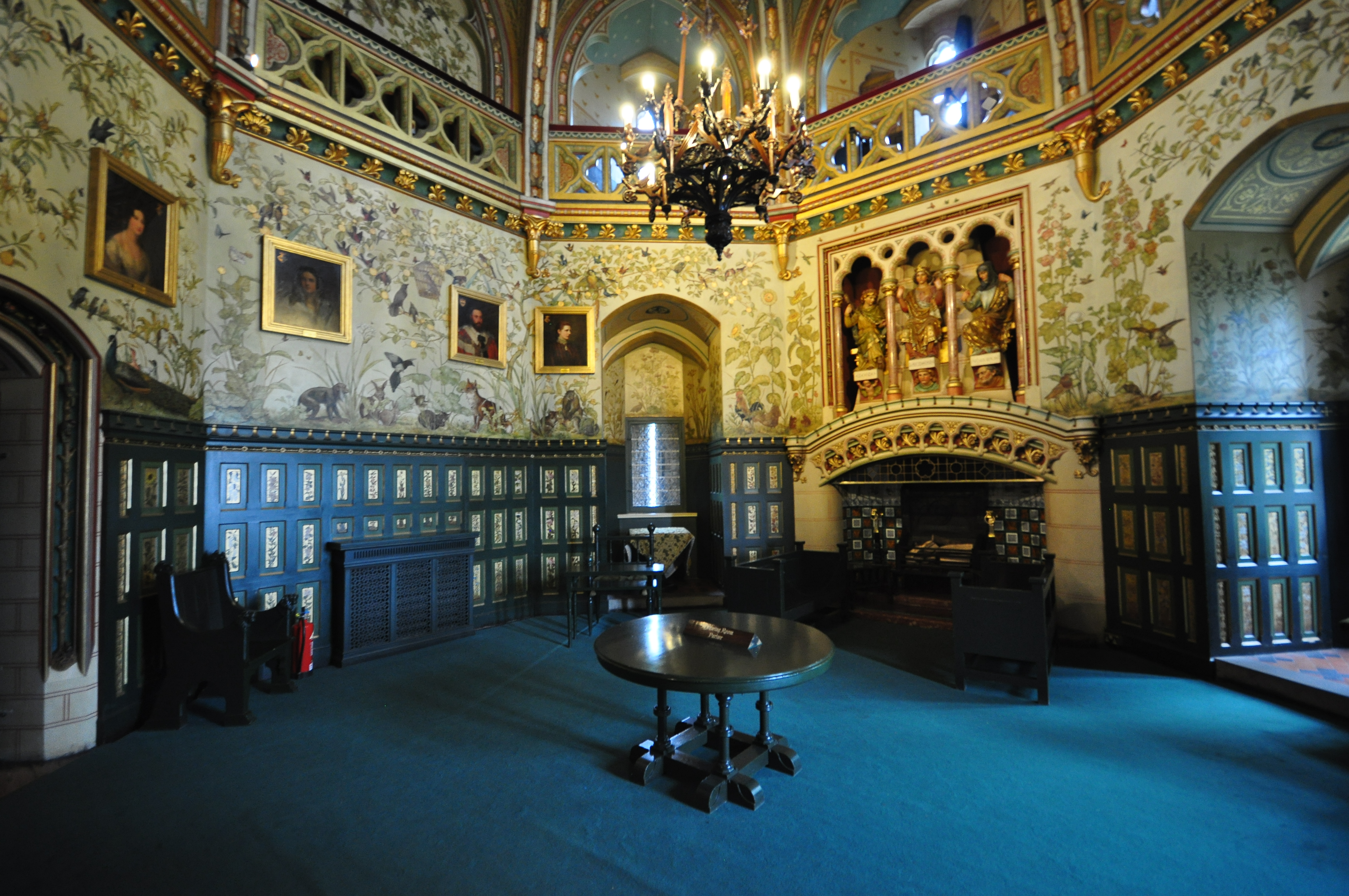
Bawialnia
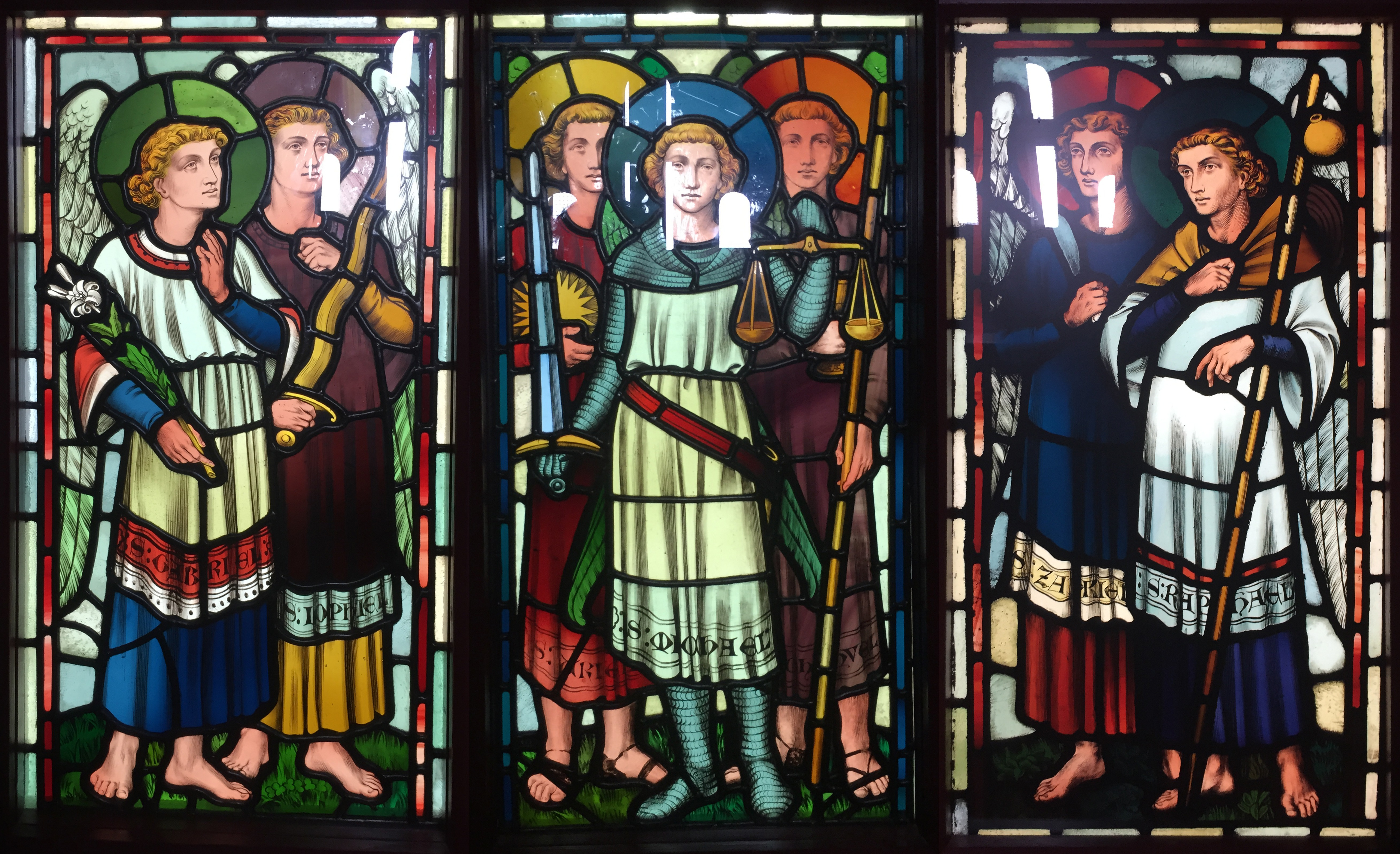
Witraż Archaniołów w kaplicy zamkowej